# Acanthoptilum oligacis
Acanthoptilum oligacis is een Pennatulaceasoort uit de familie van de Virgulariidae. De wetenschappelijke naam van de soort is voor het eerst geldig gepubliceerd in 1957 door Bayer.